# شورت پامپ (ویرجینیا)
شورت پامپ (به انگلیسی: Short Pump) یک منطقهٔ مسکونی در ایالات متحده آمریکا است که در شهرستان هنریکو، ویرجینیا واقع شده‌است. شورت پامپ ۲۳٫۵ کیلومتر مربع مساحت و ۲۴٬۷۲۹ نفر جمعیت دارد و ۹۵ متر بالاتر از سطح دریا واقع شده‌است.